# Jehú
|  | Per a altres significats, vegeu «Jehú (profeta)». |

Segons la Bíblia, Jehú (en hebreu, יהוא בן-יהושפט Yəhû ben Yehoshafat) va ser el desè rei del Regne d'Israel després de la seva divisió, successor de Jehoram. Jehú va governar 28 anys, entre 841-814 a.n.e. segons la cronologia tradicional, o entre 905-876 a.n.e. segons la cronologia bíblica.
Jehú era un comandant de l'exèrcit de Jehoram, rei del Regne d'Israel. Però el profeta de Jehovà, Eliseu, el va escollir per governar. Jehú va anar amb els seus soldats a buscar Jehoram i el va matar. També va matar Ahazià de Judà, que havia anat a veure Jehoram, el seu tiet. Després d'això, el poble es va posar de part de Jehú i van exterminar la família que quedava de Jehoram, inclosa Jezabel, i així la dinastia d'Acab es va acabar.
Jehú va ser coronat i va perseguir i matar tots els adoradors de Baal, per tal de netejar el nom de Jehovà. Durant la seva etapa com a rei, va estar enfrontat al rei sirià Hazael. Quan va morir, el seu fill Joahaz el va succeir.